# Església de les Mares Escolàpies (Sabadell)
L'Església de les Mares Escolàpies és una església catalogada com a monument del municipi de Sabadell (Vallès Occidental) inclosa en l'Inventari del Patrimoni Arquitectònic de Catalunya.

## Descripció
L'Església de les Mares Escolàpies està adossada al col·legi. La formen dos cossos, el campanar i el temple. El campanar està constituït per un cos prismàtic coronat per una teulada a quatre vessants amb un ràfec pronunciat i sostingut per mènsules.
La façana de l'església mostra l'ús d'un llenguatge ornamental que recorda a formes medievals, concretament gòtiques, encara que amb un tractament molt esquemàtic. L'eix de simetria el marca la porta, que presenta als brancals dues columnetes que sostenen un arc d'ogiva on a sobre se situa una rosassa. La zona superior de la façana es diferencia a partir d'una cornisa amb motllures sobre la qual s'obren tres finestres. L'acabament de la façana presenta una forma a dues vessants amb un ràfec pronunciat.

## Història
L'any 1846, Paula Montal i Fornés (1799-1899) fundà a Sabadell l'Institut de les Filles de Maria (Mares Escolàpies) dedicades a l'ensenyament i a la vida en comunitat. La primera residència se situà a les Rambles, tot seguit es traslladaren al carrer Sant Antoni número 29, lloc on es van obrir les escoles el 24 d'octubre de 1846. El 23 de gener de 1848 l'Ajuntament de Sabadell concedí subvenció municipal a les Mares Escolàpies. L'any 1850 es traslladaren a la casa que comprà D. Codina al carrer Sant Josep.